# Hudson Motor Car Company
Hudson Motor Car Company — автомобильный производитель в Детройте, штат Мичиган, существовавший с 1909 по 1954 год. Hudson объединился с Nash-Kelvinator Corporation, входящей в American Motors. Торговая марка Hudson продолжала использоваться до 1957 года, после чего прекратила своё существование.

## Стратегия компании
Своё название корпорация получила от имени предпринимателя Джозефа Л. Хадсона, владельца универмага «Hudson’s», выделившего капитал для компании, которая должна была быть названа его именем. Датой основания корпорации является 20 февраля 1909 года, когда восемь бизнесменов приняли решение продавать автомобили стоимостью менее $1000. Одним из основателей являлся Рой Д. Чапин-старший (англ. Roy D. Chapin, Sr), главным руководителем — Рэнсом  Олдс. Впоследствии, в 1960-х годах, сын Чапина, Рой-младший станет президентом Hudson-Nash, преемника компании. Компания быстро начала производство и первый автомобиль был изготовлен в небольшом заводе в Детройте 3 июля 1909 года.
Новый Hudson «Twenty» стал одним из самых первых недорогих на американском рынке автомобилей — продажи за первый год составили 4000 машин. В 1910 году изготовлено 4508 автомобилей — на тот момент лучший год в истории автомобильной промышленности. Компания заняла 17-е всеотраслевое место за достижения. В 1911 году произведено 6 486 машин.
Компания выпустила множество новинок в автомобильной промышленности, среди них двойные тормоза, индикаторы давления масла на панели, тормозные огни и сбалансированные коленчатые валы, что позволило им работать на более высокой скорости вращения, развивая тем самым бо́льшую мощность. В 1916 году Hudson выпускает 6-цилиндровый двигатель (большинство Hudson до 1957 года будут оснащаться именно 6-цилиндровыми моторами). Двойная тормозная система использовала механическую систему экстренного торможения, активировавшая задние тормоза при чрезмерном нажатии педали. Также был задействован ручной стояночный тормоз. Трансмиссия Hudson использовала машинное масло для механизма сцепления.
1929 год становится пиком для Hudson и Essex, когда они в совокупности выпускают 300 тыс. автомобилей в год, включая производство в Бельгии и Великобритании. В 1925 году был построен завод в Брентфорде, Лондон. Hudson стал третьим производителем автомобилей в том году после Ford Motor Company и Chevrolet.

## Essex и Terraplane
В 1919 году Hudson представил фирме Essex линию моделей бюджетных автомобилей, призванных конкурировать с Ford и Chevrolet. Продажа Essex этих первых моделей седанов привела к большому успеху — Hudson и Essex переместили с седьмого на третье место по количеству продаж в США в 1925 году.
В 1932 году Hudson начинает постепенно отказываться от торговой марки Essex, заменив её на Terraplane. Новый модельный ряд был запущен 21 июля 1932 года, в рекламной кампании приняла активное участие Амелия Эрхарт. В 1932-33 годах автомобили имели название Essex-Terraplane, в 1934 — Terraplane, в 1938 году Terraplane переименован в Hudson 112. В это же время Hudson начинает сборку своих автомобилей в Тилбури, Канада. В Великобритании, на заводе Брентфорд, Terraplane выпускались до 1938 года.
В качестве дополнительных аксессуаров Hudson и Terraplane имели систему переключения передач «Электрическая рука» (англ. Electric Hand), выпускаемую корпорацией Bendix. Она представляла собой напольный рычаг переключения передач. Автомобили дополнительно оснащались рычагом переключения передач под приборной панелью, на случай выхода из строя «Электрической руки».

## 1936—1942
В 1936 году Hudson обновила свои автомобили включив в них систему «ритмической езды» («radial safety control» / «rhythmic ride»), представлявшая собой передний мост из двух стальных стержней с использованием рессор. Система служила для предотвращения смещения автомобиля с курса от ударов и торможения. В 1936 году салон автомобилей Hudson был гораздо просторнее своих конкурентов — 4,1 м³ против 3,4 м³ у других популярных машин. По оценке Environmental Protection Agency (EPA), объём салона Chrysler LHS составлял 3,6 м³. С учётом выпуклой крышки багажника Hudson мог хранить 0,59 м³ багажа против 0,54 м³ у Chrysler LHS. Мощность двигателей в 1936 году составляла от 93 л.с. (69 кВт) до 124 л.с. (92 кВт).
В 1939 году, также как другие американские автопроизводители, Hudson перешла на использование рычага переключения передач, располагавшегося на рулевой колонке, что позволило освободить место для передних пассажиров. В 1940 году внедрена независимая пружинная подвеска, амортизаторы авиационного типа, что стало крупным шагом вперёд для автомобилей подобного ценового диапазона. В 1942 году, возможно, в ответ на автоматическую коробку передач Hydramatic от General Motors, Hudson представляет собственную систему «Drive-Master». Располавшийся под капотом, он был гораздо более сложен в конструкции, представляя собой комбинацию из «Электрической руки» и автоматического сцепления. Существовало три режима работы: 1) стандартный, 2) полуавтоматический, 3) полностью автоматический. «Drive-Master» был впервые предложен в модельном ряду 1950 года.
В 1951 году, когда General Motors стала продавать свой Hydramatic другим автопроизводителям, Hudson сменил «Drive-Master» на Super-Matic и Hydramatic.

## Вторая мировая война
В годы Второй мировой войны, в 1942—1945, по требованию федерального правительства США, Hudson отказывается от производства гражданских автомобилей и переходит на производство военных комплектующих, в частности, детали для самолётов, двигатели для военных кораблей и зенитные орудия. Двигатели Hudson Invader использовались на многих десантных кораблях, участвовавших в операции высадки в Нормандии 6 июня 1944 года.
Первой американской женщиной-конструктором автомобилей в США стала Бетти Тэтчер Орос (англ. Betty Thatcher Oros). Будучи выпускницей Школы искусств Кливленда (ныне — Школа дизайна Кливленда), Бетти участвовала в разработке внешней отделки с боковым освещением, приборной панели, интерьера, тканей для салона. Она проработала в Hudson Motor Co. с 1939 по 1941 год.
Во время войны существовал авиационный отдел, способный производить элероны, крылья и некоторые другие части для самолётов. Компания также выпустила 33201 штук 20-мм пушек «Oerlikon» для ВМС США, а также миллионы других частей для оружия и транспортных средств.

## 1946—1954
После окончания Второй мировой войны производство легковых автомобилей возобновилось и стало включать в себя пикап с 3,251 мм колёсной базой.
В 1948 году компания представляет линейку моделей «step-down», выпуск которых продолжался до 1954 года. Этот термин означал несущий кузов, объединённый с периферийной рамой, лонжероны которой стали одним целым с порогами кузова. За счёт отказа от идущих под полом лонжеронов рамы удалось более выгодно разместить пассажиров и снизить центр тяжести, благодаря чему новые «Хадсоны» имели отличную для своего времени управляемость, а также повысить комфортабельность автомобиля за счёт снижения ощущаемой пассажирами тряски при проезде неровностей покрытия. Кроме того, мощные короба, охватывающие пассажирский салон, существенно повысили пассивную безопасность, в особенности при ударе сбоку. По меркам Европы такие решения не представляли собой ничего принципиально нового — аналогичные модели появились там ещё до войны, а в первые послевоенные годы на вновь проектируемых автомобилях несущий кузов стал к тому времени практически обязательным элементом; но для Америки конца сороковых годов несущие кузова всё ещё были в новинку. Кроме того, новый «Хадсон» имел новаторское дизайнерское оформление кузова, который за счёт отказа от «ступеньки» между «понтоном» и нижний линией остекления стал выглядеть более цельным, приземистым и обтекаемым. Ричард Лангворт из журнала Consumer Guide and Collectible Automobile назвал «Хадсон-степ-даун» «одним из величайших автомобилей».
Прочные и лёгкие кузова Hudson вкупе с мощными двигателями позволяли моделям этой марки участвовать и побеждать в гонках NASCAR в 1951—1954 годах. Позднее эти автомобили имели успех в драг-рейсинге, пользовались популярностью в NHRA (National Hot Rod Assoc.).
В это же время Hudson становится всё труднее конкурировать с «Большой тройкой» (Ford, GM и Chrysler). В те годы крупные американские корпорации могли позволить себе выпускать полностью новые автомобили каждые три года и ежегодно проводить масштабный рестайлинг текущей модели, в то время, как более мелкие фирмы, вроде «Хадсона», выпускали новинки гораздо реже. К этому добавились и чисто-технические проблемы: сложный по конструкции несущий кузов «Хадсонов», в котором многие наружные панели участвовали в восприятии нагрузок, не позволял производить существенных вмешательств в дизайн. После продолжавшего два года упадка Hudson Motor Car Company была приобретена Nash-Kelvinator (производителем автомобилей под марками Nash и Rambler) в 1954 году.

## 1954—1957
14 января 1954 года состоялось объединение Hudson и Nash-Kelvinator в составе American Motors. Завод в Детройте был преобразован для производства военной техники, а производство автомобилей перенесено в Кеноша, штат Висконсин.
В 1955 году Hudson и старые модели Nash выпускались на общей платформе автомобилей с использованием дизайна Pininfarina, Эдмунда Э. Андерсона и Фрэнка Спринга.
Хотя в 1955 году Hudson использует в основном детали Nash, оформление его передней части было разработано прежней командой Hudson в 1954 году. В 1955 году также используется приборная панель и тройные тормоза Hudson и кондиционер от Nash.
Hudson продаётся наряду с моделями Rambler и Metropolitan.
В 1956 году к работе над дизайном машины был приглашён Ричард Арбиб, разработавший концепцию «V-Line». Однако успеха это не принесло и в 1957 году продажи составили меньше, чем в 1955.
Hudson оснащался 5,0 л двигателем Hornet Six с опциональной высокой степенью сжатия и двойным карбюратором («Twin Power-H»). Эта комплектация будет отменена в 1956.
Модель Wasp использовала 3,3 л двигатель мощностью до 130 л. с. (97 кВт) и являлась лидером продаж. В 1955 году, Hudson предлагал двигатель V8 Packard 5,2 л мощностью 208 л.с. (155 кВт), стоимостью $320. Все автомобили с V8 Packard также использовали автоматическую коробку передач Packard (в США стоимость опции — $494). 3-ступенчатая механическая коробка Nash была также доступна по цене $295.
Последний Hudson сошел с линии сборки в Кеноше 25 июня 1957 года, после чего от данной торговой марки отказались.

## Южная Африка
Автомобили Hudson также собирались из готовых комплектов в Южной Африке фирмой Stanley Motors в Натаспруте, Гаутенг.

## Сегодня
Последним дилером Hudson являлась Miller Motors, Ипсиланти, штат Мичиган. В настоящее время там располагается автомобильный музей, в котором можно увидеть многие модели марки Hudson.